# ヒメ☆ゴト
『ヒメ☆ゴト』（ヒメゴト）は、2006年1月8日から同年3月26日までテレビ大阪で毎週日曜日 25:05 - 25:35 （JST）に放送されていたバラエティ番組である。

## 概要
グラビアアイドルたちが週替わりで司会を務めていた深夜番組である。彼女たちは番組内で「ヒメ☆ギミ」と呼ばれていた。収録は、大阪市北区天神橋筋にある「フリーダム」内のDJブースで行われていた。

## 出演者
- 第1回 瀬戸早妃
- 第2回 二宮歩美
- 第3回 福下恵美
- 第4回 矢吹春奈
- 第5回 小林恵美
- 第6回 くまきりあさ美
- 第7回 秋山莉奈
- 第8回 愛川ゆず季
- 第9回 小島祥子
- 第10回 根本はるみ
- 第11回 小阪由佳
- 第12回 磯山さやか
- 永田美穂

## 主なコーナー
ヒメの願いゴト
ヒメ☆ギミの理想の男性に近づくべく、若手芸人たちがあらゆる努力をするロケコーナー。
姫のヒメゴト
占星術師の木下博嗣がヒメ☆ギミの運勢を見るコーナー。
美穂のCINEMAコレクション
永田美穂が最新の映画情報を紹介するコーナー。

## スタッフ
- P：川人一生、西川昌之
- D：山田豊廣、森栗唯、山本幹男、加藤貴光、安本浩太
- CAM：広江健志
- AUD：藤原尉智
- LD：山岡希世子
- ART：岩倉秀和
- ナレーター：マツモトアキノリ
- 構成：今澤圭輔、田中孝晃
- CG：井村剛
- EED：笠井拓郎
- MIX：戸倉亜紀子
- SE：右見嘉英
- 協力：つむら工芸、ビーム
- 技術協力：東通、東通テクノサービス、東通ライティング、東通AVセンター
- 製作：東通企画、テレビ大阪

| テレビ大阪 日曜25時台前半枠                                        | テレビ大阪 日曜25時台前半枠                | テレビ大阪 日曜25時台前半枠 |
| 前番組                                                             | 番組名                                     | 次番組                      |
| ------------------------------------------------------------------ | ------------------------------------------ | --------------------------- |
| やりすぎコージー （2005年7月10日 - 2005年12月） ※金曜26:30枠へ移動 | ヒメ☆ゴト （2006年1月8日 - 2006年3月26日） | 不明                        |

| スタブアイコン | サブスタブ | この項目は、まだ閲覧者の調べものの参照としては役立たない、テレビ番組に関連した書きかけの項目です。この項目を加筆・訂正などしてくださる協力者を求めています（P:テレビ/PJ:放送または配信の番組）。 |